# Snuririvier
Snuririvier (Zweeds: Snurijåkka of Snurrijåkka; Samisch: Snuvrejohka) is een rivier die stroomt in de Zweedse  gemeente Kiruna. De rivier verzorgt de afwatering van onder meer  het Kaivumeer. De rivier stroomt naar het westen weg en stroomt in een boog naar het zuiden. De rivier mondt uit in het Torneträsk. De rivier is 20600 meter lang.
De rivier heeft een aantal zijrivieren, waarvan enkele in Noorwegen ontspringen.
Afwatering: Snuririvier → Torneträsk → Torne → Botnische Golf